# Američko sredozemno more
Američko sredozemno more, dio Atlantskog oceana između Sjeverne, Srednje i Južne Amerike, odvojen od njega dugim nizom otoka Velikih (Antillas Mayores) i Malih Antila (Antillas Menores). Poluotokom Yucatán i zapadnom Kubom, podijeljeno je na Meksički zaljev (Golfo de México — 1,500.000 km2) i na Karipsko more (Mar de las Antillas — 2,754.000 km2). Ukupna površina Američkog sredozemnog mora iznosi 4,254.000 km2. Meksički zaljev je ovalnog oblika s dužom osi u pravcu I — Z oko 870 M, i kraćom S — J oko 700 M. Karipsko more je eliptičnog oblika, s dužom osi u pravcu I — Z 1,620 M i kraćom S — J 970 M.

## Obale
Meksički zaljev je okružen niskim, pjeskovitim, većim dijelom lagunastim i močvarnim obalama u dužini oko 3,000 M. Niski poluotok Florida čini zapadnu granicu prema Atlantiku, a poluotok Yucatán južnu prema Karipskom moru. Srednjoamerička nizina koju sačinjava široka dolina Mississippija i pritoka izbija najširim dijelom na sjeverne obale Meksičkog zaljeva. Meksička visoravan se stepenasto spušta prema moru, mnoštvo rijeka, među kojima je najveća Rio Grande, nose s visoravni obilje materijala koje se taloži na ušću, a djelovanjem morskih struja uz obalni rub formiraju se pješčane pregrade (lida) koja odvajaju lagune od mora. Obale Yucatána su stjenovite i škrapaste, s hridima i niskim grebenima u moru.
Karipska obala Srednje Amerike je razvedenija; u njoj su dva velika zaljeva — Honduraški (Golfo de Honduras) i zaljev Komaraca (Golfo de los Mosquitos). Obala je nešto viša od meksičke, a rjeđe planinske rijeke slijevaju se u more kao bujice.
Južnoamerička obala je također dobro razvedena: između planinskih lanaca južnoameričkih Kordiljera (Cordilleras de los Andes) koji izbijaju upravno na obalu, probijaju se do mora i mnogobrojne rijeke, medu kojima je najveća Magdalena (Rio Magdalena). Najznačajniji zaljevi su Darijenski (Golfo del Darién) i Venezuelanski zaljev (Golfo de Venezuela) s jezerom Maracaibo. Poluotok Guajira (Peninsula de Guajira) dijeli ovu obalu na zapadnu kolumbijsku i istočnu venezuelansku. Prva obala je pretežno transverzalna, a druga je longitudinalna.
Floridski prolaz, širok 100 M, spaja Meksički zaljev s Atlantikom, a Jukatanski prolaz (Canal de Yucatán), širok 108 M, Meksički zaljev s Karipskim morem. Između Antilskih otoka mnogobrojni prolazi spajaju Karipsko more s Atlantskim oceanom. Značajniji su: Privjetrine (Paso de los Vientos) širok 40 M, između Kube i Hispaniole, Mona (Canal de la Mona) širok 61 M, između Hispaniole i Portorika i Enegada (Anegada Passage) širok 54 M, istočno od Djevičanskih otoka (Virgin Islands). Panamski kanal spaja Atlantski i Tihi ocean.

## Morsko dno
Američko sredozemno more je izrazito vertikalno razvedeno i odlikuje se raznovrsnim morfološkim osobinama. Najviše se ističe Meksička i Karipska kotlina, a između njih Jukatanska kotlina i Kajmanski rov. U Meksičkoj zavali je vrlo razvijen kontinentalni šelf; izobata od 200 m udaljena je od obale Floride oko 200 km, Pensacole 80, Port Arthura 200, Corpus Christia 100 i od meksičke obale 50 km.
Naročito je razvijen i Campechki šelf sjeverno od Yucatána, koji se proteže pored obale na širini oko 2 km i dužini oko 600 km. Središnji dio dna Meksičke zavale je ravan i jednoličan, a največa dubina je 3,875 m. Jukatanska kotlina je prema J i JI ograničena pragovima i pličinama Miskitos (Cayos Miskitos), Rosalind i Pedro Cays, raspoređenim između rta Cabo Gracias a Dios u Nikaragvi i Jamajke. Najveća dubina kotline je 4,709 m.
Od obala Kube prema Honduraškom zaljevu proteže se prostrana podmorska greda na kojoj se izdižu Kajmanski otoci (Cayman Islands) i pličina Misteriosa. Južno od ove grede je Kajmanski rov s najvećom dubinom u cijelom Američkom sredozemnom moru od 7,119 m.
Na zapadu Karipske zavale dubine su u prosjeku 2,000 — 3,000 m, a na istoku 3,500 — 4,500 m. Ispred delte rijeke Segovije ili Coco (Río Segovia ili Coco), na granici između Hondurasa i Nikaragve, razvijen je kontinentalni šelf s mnogo hridi i otoka, Bajo Nuevo. Od ostalog dijela Karipske obale izobata od 200 m udaljena je oko 4o km. U Karipskom moru ima nekoliko kotlina odvojenih hrptovima, najveće su Kolumbijska, dubine preko 4,000 m i Venezuelanska, dubine preko 5,000 m. U prolazu Privjetrine najveća dubina je 1,284, u prolazu Mona 550 m, a u prolazima među maloantilskim otocima dubine se kreću oko 1,700 m. U blizini ušća rijeka morsko dno je prekriveno terigenim nanosima, kao i kontinentalni šelf u cjelini. 
Dno Meksičkog zaljeva sastoji se od koraljnog konglomerata, a djelomično je prekriveno plavim vapnenačkim muljem. Dno Karipskog mora je najvećim dijelom prekriveno vapnenačkim sedimentima, na dubinama 200 — 800 m koralskim konglomeratom i muljem, a u najdubljim dijelovima crvenom glinom. 

## Otoci
Osim Antilskih ostoka, u zapadnom djelu Karipskog mora ima više otoka i grebena, medu kojima se ističe meksički otok Kozumel (Isla de Cozumel), nekadašnji nizozemski otoci Bahia (Islas de la Bahia), beližansko otočje Turneffe (Turneffe Islands), honduraski Swan otoci (Swan Islands), nikaragvanski Kukuruzni otoci (Corn Islands) te kolumbijski otoci Providencia (Isla de Providencia), San Andrés (Isla de San Andrés) i grebeni Albuquerque (Cayos de Albuquerque). 
Antilski otoci u cjelini predstavljaju nestabilno vulkansko i trusno područje, naročito na Gvadalupeu (Guadeloupe), Saint Thomas (Saint Thomas Island) na Američkim Djevičanskim otocima te Kingstonu na Jamajci. Od erupcije vulkana Mont Pelée (Montagne Pelée) na Martiniku u blizini grada Saint-Pierre, 8. svibnja 1902. poginulo je 40,000 ljudi. 

## Klima
Po svom položaju Američko sredozemno more zauzima dio sjevernog tropskog pojasa 10° — 30°N, prema kojem pušu sjeverni pasatni vjetrovi. Temperatura zraka u Karipskom moru je u toku godine stalno visoka, prosječno oko 27,7°C. Najhladniji su prosinac i siječanj. Temperaturni raspon je od 18° do 38°C.   
Pritisak zraka je stalan, te iznosi oko 1015 hPa, u vrijeme uragana pritisak može naglo pasti i za 67 hPa.  

### Vjetrovi
U središnjim dijelovima Američkog sredozemnog mora puše SI pasat istočnog smjera, koji prevladava u toku ljeta. U području Velikih Antila i Djevičanskih otoka prevladavaju SI i istočni vjetrovi. Prosečna jačina ovih vjetrova ožujku je 6 Bf ili 22 — 27 čvorova. Područje Velikih i Malih Antila naročito je poznato po uraganima koji se formiraju u ekvatorskim širinama, pretežno istočno od Malih Antila. Presijecajući ih kreču se obično u paraboli prea SZ duž Velikih Antila, a potom skreču na sjever i nakraju na SI. Sezona uragana traje od svibnja do studenoga, a učestalost im je najveća u kolozovu, rujunu i listopadu. Godišnje se pojavljuju 8 do 10 puta, i traju od nekoliko sati do preko mjesec dana. U Karipskom moru pitanja uragana je široka 100 — 600 M, a prema sjeveru postaje sve šira. Prema pravilu, promjer putanja uragana raste s zemljopisnom širinom. Brzina u oku uragana rijetko prelazi 20 km/h.  
U Meksičkom zaljevu i zapadnom djelu Karipskog morazimi pušu hladni sjeverni vjetrovi izazvani sjevernoameričkom anticiklonom. Spuštaju se niz dolinu Mississippija, prouzrokujući osjetan pad temperature. Pravi sjevernjak, u SAD-u zvan norther (šp. nortes), puše od rujna do travnja, a najčešće u studenom, tijekom ljeta je rijedak. Obično je suh, ali pod utjecajem ciklonskog kretanja može donijeti jaku kišu i snijeg. Od lokalnih vjetrova na Američkom sredozemnom moru ističe se bayamos na južnoj obali Kube. Na obalama, najviše 20 M prema pučini, izmjenjuju se zmorac i kopnenjak.  

### Vlažnost zraka
Vlažnost zraka je relativno velika velika, u zavjetrini visokih obala nije toliko izražena. Prosječna godišnja vlaga je 77% — 80%, a najveća 92%. Najvlažniji period u godini je razdoblje između od lipanja do studenoga. Oblačnost je u prosjeku 4/10 — 6/10, manja zimi i na otvorenom moru nego ljeti i uz obale.  

### Padaline
Oborina najviše ima na otvorenome moru od lipnja do prosinca, a duž obala od svibnja do studenoga, različitog intenziteta u toku godine. Snijeg pada u rijetkim prilikama i to na sjevernoj obali Meksičkog zaljeva. Magle su češće zimi i u SZ djelu mora, u prosjeku je 14 — 18 dana vidljivost pada ispod 300 m.  

## Hidrologija
Površinske vode Američkog sredozemnog mora vrlo su zagrijane i velike slanosti. Karipsko more ima skoro jednoličnu površinsku temperaturu od 27°C. Voda je najtoplija u kolovozu (29°C), a najhladnija u veljači (25°C). Dubinski slojevi mora su relativno dobro zagrijani, na dubini od 1,700 m temperatura opada do 4,2°C i tako se održava do dna,  

### Salinitet
Slanost mora je od 35.5 do 36‰, u zapadnom djelu Karipskog mora slanost prelazi 36‰, dok se duž obale od Hondurasa do Darijenskog zaljeva spušta ispod 35‰, naročito uz ušča rijeka. U Meksičkom zaljevu slanost je 33‰ u sjevernom, a 36‰, u južnom djelu. Boja mora je većim dijelom plava do modra dok se uz obalu i u pličinama prelazi u zelenu.  

## Morske struje
Američko sredozemno more čini sastavni dio strujanja u Sjevernom Atlantiku. Gvajanska i dio Sjeverno ekvatorske struje prodiru kroz mnogobrojne prolaze Malih Antila u Karipsko more, teku brzinom 0.5 — 1.5 čv, ali ih pojačava pasat. U Honduraskom i zaljevu Komaraca, zbog konfiguracije obale, formiraju se povratne struje kružnog oblika. U području Velikih Antila također se obrazuju slabe protustruje, naročito u zahvatu Antilske struje. U Jukatanskom prolazu Karipska struja ima prosječnu brzinu oko 3 čv, a sjevernije slabi zbog lepezastog širenja. Jedan krak te struje kreće se prema sjeveru s ogrankom prema Floridskom prolazu, drugi prema Campechkom zaljevu (Bahia de Campeche) gdje se stvara reakciono strujanje, a treći uz obale Meksičkog zaljeva. U Floridskom prolazu morske mase su stiješnjene na prostoru širokom 100 M, dubokom 1,800 m. Obilazeći južni rt Floride morska masa kreće dalje prema sjeveru i s Antilskom strujom stvara Floridsku struju, početak Golfske struje. Brzina ove struje u Floridskom prolazu je oko 4 čv. Na putu kroz Karipsko more stvaraju se na periferiji Gvajanske struje vrtložna kretanja, koja su vrlo jaka i opasna u zapadnom djelu Meksičkog zaljeva između Kolumbije i Nikaragve. Struje i vjetrovi podižu more duž sjevernoameričke obale, a odljeva se Floridskom strujom.

### Morske mijene
Morske mijene nemaju veći značaj. Amplitude su prosječno 50 cm, ponegdje dostižu 1 m, a izuzetno 1.5 m. Nema izrazitog strujanja morskih mijena. Uragani izazivaju ponekad orkanske plime s izvanrednom visokom razinom mora, čije je razorno djelovanje naročito na obali Floride.

## Biologija i ribarstvo
Biljni i životinjski svijet bogato je zastupljen u Američkom sredozemnom moru. Trave koje rastu na obalama odnose struje i nagomilavaju ih u Sargaškom moru. Često se mogu naći ogromne morske kornjače, morski psi, rakovi, polipi, moluske i krustaceje. Zbog povoljne temperature i slanosti koralji imaju odlične uvjete za razvoj. Koraljnih skupina ima najčešće na dubinama do 40 m, u plićacima južno od Kube, na obalama Antilskih otoka i Srednje Amerike, a rjeđe na obalama Kolumbije i Venezuele zbog većeg priljeva slatke vode. Koraljne formacije su naročito česte u atolskom arhipelagu zapadno od Floride.

### Ribarstvo
Ribarstvo je razvijeno na cijelom području Mora, ali više u Karipskom moru nego u Meksičkom zaljevu (osim u području ušća rijeke Mississippi gdje su bogata lovišta). Uz obale, naročito pri ušću rijeka, često se mogu uloviti ugora, a kod Jamajke i tuljana. Morski psi često zalaze u predjele kontinentalnog šelfa i velika su opasnost za ribarske mreže.
| Ulov ribe u Američkom sredozemnom moru (t), 1965. godina | Ulov ribe u Američkom sredozemnom moru (t), 1965. godina |
| -------------------------------------------------------- | -------------------------------------------------------- |
| Sjedinjene Američke Države                               | 2,801.000                                                |
| Meksiko                                                  | 256,400                                                  |
| Venezuela                                                | 119,300                                                  |
| Kolumbija                                                | 53,300                                                   |
| Kuba                                                     | 40,300                                                   |

## Pomorski promet i lutke
Zahvaljujući vrlo povoljnom zemljopisnom položaju Američko sredozemno more je jedno od najprometnijih mora na svijetu, povezuje industrijski razvijenu Sjevernu Ameriku i sirovinama bogate, ali industrijski nerazvijene zemlje Srednje i Južne Amerike kao i Atlantik s Pacifikom preko Panarnskog kanala.
Osnovna prirodna bogatstva obalnih područja Mora su tropske kulture —  banana, kava, kakao, duhan, šećerna trska i rudna bogatstva — nafta, boksit, srebro i zlato. Privredni značaj Američkog sredozemnog mora je posljednjih desetljeća istaknut iskorištavanjem nafte na plitkom kontinentalnom šelfu Meksičkog zaljeva, gdje su podignute brojne naftne bušotine.
Pomorski promet se odvija prvenstveno između karipskog područja i obale Meksičkog zaljeva SAD-a, a zatim kao tranzit između Atlantika i Pacifika. Panamski kanal je najznačajnije točka pomorskih komunikacija. U 1968. po količini prometa, na prvom je mjestu komunikacija između istočne obale SAD-a i Azije, na drugome komunikacija između istočne obale SAD-a i zapadnih obala Južne Amerike, na trećem između Europe i zapadnih obala SAD-a, i na četvrtom između Europe i zapadnih obala Južne Amerike. Te je godine kroz kanal prošlo 13,199 brodova sa 122,012.493 BRT brodskog prostora, odnosno 96,550.165 t robe. 

### Luke
Luke Američkog sredozemnog mora su većinom specijalizirane prema vrstama robe. Nafta se izvozi iz venezuelanskih luka, odnosno iz rafinerija amneričkih, nizozemskih i britanskih tvrtki na otocima Trinidad, Aruba i Curaçao (Kòrsou). Prostrana nizina Mississippija gravitira u cjelini prema Meksičkom zaljevu, pa se poljoprivredni proizvodi (kukuruz, pšenica i pamuk) slijevaju se u luke SAD-a Tampa, New Orleans, Pensacola, Mobile, Port Arthur, Galveston i Houston. Preko tih luka izvozi se i industrijska roba namijenjena državama Srednje i Južne Amerike. Nafta se izvozi još iz Tampicoa, Tuxpana, Coatzacoalcosa, Cartagena, Barranquille, Maracaiboa, Puerto Cabelloa i La Guaire.
Iz Havane se izvoze šećer i duhan, a iz ostalih luka na Kubi rude željeza i kroma. S Portorika se izvozi kava i šećer, iz Colóna kokos, iz luka Campechkog i Honduraskog zaljeva — Coatzacoalcos, Ciudad del Carmen, Campeche, Progreso, Belize, Livingston, Puerto Cortés i La Ceiba — najviše se izvoze banane, zatim kvalitetno drvo mahagonije i cedrovine. 
| Promet robe u najvećim lukama na Američkom sredozemnom moru, 1968. godina | Promet robe u najvećim lukama na Američkom sredozemnom moru, 1968. godina | Promet robe u najvećim lukama na Američkom sredozemnom moru, 1968. godina | Promet robe u najvećim lukama na Američkom sredozemnom moru, 1968. godina |
| Luka                                                                      | Ukupno                                                                    | Iskrcano                                                                  | Ukrcano                                                                   |
| Luka                                                                      | Tisuće tona                                                               | Tisuće tona                                                               | Tisuće tona                                                               |
| ------------------------------------------------------------------------- | ------------------------------------------------------------------------- | ------------------------------------------------------------------------- | ------------------------------------------------------------------------- |
| Everglades                                                                | 8,272                                                                     | 7,750                                                                     | 522                                                                       |
| Tampa                                                                     | 28,002                                                                    | 13,936                                                                    | 14,066                                                                    |
| Mobile                                                                    | 22,447                                                                    | 7,000                                                                     | 15,447                                                                    |
| New Orleans                                                               | 19,282                                                                    | 9,572                                                                     | 9,710                                                                     |
| Houston                                                                   | 57,403                                                                    | 19,299                                                                    | 38,104                                                                    |
| Corpus Christi                                                            | 30,543                                                                    | 6,551                                                                     | 23,992                                                                    |

Nsajveći promet imala je luka Houston, a zatim Corpus Christi i Tampa, zahvaljujući vrlo povoljnom položaju između privredno vrlo razvijene gravitacijske zone i Shellovih izvora nafte. Pored luka značajni prometni čvorovi su i prolazi Jukatanski, Floridski, Privjetrine, Mona i Enegada, kao i brojni maloantilski prolazi. Luke na Antilima, prvenstveno na otoku Kubi, Haitiju i Jamaci, spojene su redovnim vezama s Europom i SAD-om, kao i s daleko-istočnim zemljama (Kina i Japan), pored redovne obalne plovidbe koja se obavlja na cijelom područjumora

### Zrakoplovni promet
Zrakoplovni promet je vrlo razvijen; najgušči čvorovi tračnih komunikacija stvaraju se Miamiju i Havani. Gotovo sve luke i svi Antilski ostoci međusobno su povezani zrakoplovnim linijama. Podmorski kablovi spajaju otoke i sve značajnije luke

### Kablovska veza
Kablovska veza postoji između Jamajke i Bahamskih i Bermudskih ostoka. Od Colóna vode kablovi za Kubu i kroz Prolaz Privetrine do New Yorka, od Dominikanske Republike do Venezuele i New Yorka. Postoje kablovske veze između Antilskih otoka, Gvajane i Surinama i Brazila. Luka Gelveston spojena je s meksičkom obalom. 

## Povijest
Na obalama Američkog sredozemnog mora prije dolaska Europljana, krajem 15. stoljeća, postojale su razvijene civilizacije — Asteci u Meksiku, Inke na južno američkim obalama; na Antilskim otocima pleme Cariba, po kojemu je cijelo područje dobilo ime. Pod utjecajem povoljnih istočnih pasatnih vjetrova Kolumbove karavele stigle su 1492. najprije na Bahamske, a zatim na Antilske ostoke. Kolumbo je u toku četiri putovanja do 1504. otkrio većinu antilskih otoka i obale Srednje Amerike, Kolumbije i Venezuele. Odmah poslije otkrića obalama Mora krstare španjolske snage radi osvajanja. Nekoliko prvih desetljeća Hispaniola i grad Santo Domingo bili su baza konkvistadora i početna točka odakle su kretali na svoje pohode. U utrci za ogromnim prirodnim blagom, za rudnicima zlata i srebra, španjolski osvajači uništavali su zatečene civilizacije; ubrzo su nestali Asteci i Inke, kao i mnoga druga plemena koja su se povlačila u teško pristupačne planine u zaleđu.
Početkom 17. stoljeća na depopuliranim otocima Antila naseljavaju se bukaniri (lovci, brodolomci, dezerteri i avanturisti), pretežno Francuzi, zatim Englezi i Nizozemci. Gonjeni od Španjolaca izgradili su na otoku Tortugi uporište. Francuzi su ih smatrali svojim podanicima, a njihove brojne naseobine svojim kolonijama. Bukaniri su se kasnije sjedinili s flibustirima, koji su naselili antilske obale i Floridu, radi pljačke španjolskih brodova. I jedni i drugi bili su velika smetnja španjolskom pomorskom prometu u Američkom sredozemnom moru zbog čega se povremeno vodio pravi rat za njihovo istrebljenje. Nestali su krajem 17. stoljeća nakon Falačkog rata.
Krajem 16. stoljeća Španjolci su počeli dovoziti crnce iz Afrike kao robovsku radnu snagu. Za nepuna tri stoljeća u Novi svijet je prebačeno je preko milijun robova. Krajem 17. i početkom 18. stoljeća dolazi do prvih oružanih borbi robovskog crnačkog stanovništva protiv španjolski gospodara. Velika Britanija, Francuska i Nizozemska su mnogobrojnim intervencijama, neposredno ili preko gusara, nastojali ugroziti španjolske pozicije na obalama Mora. Britanske snage su 1655. okupirale Jamajku, gdje je 1661. proglašena nezavisnost pod britanskim protektoratom. U prvoj polovici 18. stoljeća Francuzi s bukanirima zauzimaju zapadnu Hispaniolu i pretvaraju je u svoju koloniju (1640. — 1785.). Britanski Honduras (današnji Belize), koji su naselili Britanci 1638., stavljen je 1862. pod protektorat britanske Jamajke. U 18 .stoljeću na antilskim otocima česti su revolucionarni pokreti; eksploatirana crnačka i indijanska radna snaga sve je jasnija u svojim težnjama za oslobođenjem. Usporedo se nastavljaju trvenja među kolonijalnim silama za proširenje i učvrščenje vlasti. Na Kubi je u periodu 1762. — 63. kratkotrajna britanska uprava; na Jamajci i Hispanioli vode se borbe za oslobođenje robova, a u Meksiku vode ratovi protiv španjolske okupacije. Početkom 19. stoljeća Britanci su držali Martinique, Guadeloupe, Curaçao, Tobago, Trinidad i Saint Lucia. Na zapadnom dijelu Hispaniole stvorena je 1804. prva crnačka nezavisna republika Haiti. U Meksiku je poslije 11 revolucionarnih ratova proglašena 1810. godine Republika koju su francuske snage 1862. pokorile i osnovale Drugo Meksičko Carstvo, ali je ono 1876. srušeno. Slabljenje Španjolske u ratovima u Europi imalo je odjeka u karipskom području; do 1850. većina zemalja pod španjolskom dominacijom izborila je nezavisnost. Proglašena je nezavisnost Kolumbije i Venesuele s Bolívarom na čelu, a nešto kasnije i ostalih srednjoameričkih država. U početku je postojala Velika Kolumbija (Gran Colombia) zajednica Kolumbije, Venezuele, Paname i Ekvadora (1830. Venezuela i Ekvador su istupile, a 1903. i Panama).
U prvoj polovici 19. stoljeća SAD pokazuju sve veći interes za prilike u karipskom području, jedan od primjera je donošenje Monroevjeve doktrine. Osim diplomacijom 1819. SAD od Španjolske kupuju Floridu i na otocima i obalama Srednje Amerike potiču pokrete za neovisnost Latinske Amerike. Poslije otvorenog miješanja SAD-a na Kubi, ubrzo je počeo otvoreni sukob Španjolsko-američki rat. Posle poraza 1898. Španjolska se nije mogla na ovom području održati, to je dovelo do oslobođenja preostalih kolonija ali i brzog rasta utjecaja SAD-a na oslobođene zemlje. Početkom 20. stoljeća skoro sva vlast na Kubi je u rukama SAD-a, one na njoj grade vojne baze Bahía Honda, Guantánamo i ulažu u gradnju Panamskog kanala, čiju izgradnju završavaju 1914. Da bi se još bolje učvrstile (na karipskom području), SAD 1917. od Danske kupuju Djevičanske otoke, od Velike Britanije 1940. za 50 starih razarača baze na Jamajki, Antiguavi, Saint Lucia, Trinidadu i Gvajani. Od Nikaragve su, 1914. otkupile na 99 godina otoke Kukuruza i koncesiju za izgradnju kanala sličnog Panamskom.  U usporedbi sa SAD, francuski, britanski i nizozemski utjecaji su neznatni.
Inicijativom Velike Britanije, od njezinih posjeda u Karipskom moru i Srednjoj Americi, 1958. stvorena je Zapadnoindijska federacija koja je potrajala svega četiri godine. Prvo je istupila Jamajka 1962., zatim Trinidad i Tobago, a krajem 1962. i Barbados. Nakon uspjeha revolucije u Kubi 1959. u ovom području se situacija jako zaoštrila i kulminirala je Kubanskom krizom. Kasnija su razdoblja obilježena uplitanjem SAD-a u brojne države Srednje i Južne Amerike u stalna kontrola političkih režima.

## Vojni značaj i pomorske bare
U geostrateškim uvjetima Američko sredozemno more predstavlja prelaznu zonu između Sjeverne i Južne Amerike, tropskih područja Atlantika i Pacifika. Značaj zone proizilazi iz činjenice što je privredna struktura Sjeverne i Južne Amerike vrlo različita, i što je u njoj Panamski kanal najkraća veza Atlantskog i Tihog oceana(i za SAD je pomorska veza preko Panamskog kanala daleko povoljnija nego kopnene veze između andske i pacifičke obale). Isprepletenošću vojnih, ekonomskih i dr. interesa mnogih zemalja, i to i s različitim društvenim uređenjima, potenciran je vojni značaj ovoga područja.

### Pomorske baze
Još od sredine 19. stoljeća Sjedinjene Američke Države su nastojale da uspostaviti u Američkom sredozemnom moru takav sistem baza koji će ostvariti njihove interese u ovom području. Broj i stupanj izgrađenosti baza zavisio je u pojedinim vremenskim razdobljima od snage i angažiranosti SAD u srednjoameričkom, odnosno karipskom području. Najstarija i danas najbolje opremljena baza je Key West u Floridskom prolazu, zatim Galveston u Meksičkom zaljevu. Bazama na Antilima — Guantánamo na Kubi; San Juan i Roosevelt Roads, Portoriko, Portland Bight na Jamajki i dr.
SAD nadziru prilaze Karipskom moru s Atlantika. Analognu funkciju imaju baze na otocima ispred Hondurasa i Nikaragve u odnosu na Panamski kanal, najznačajniji objekt ovog područja. Britanija ima uporišta na Trinidadu i maloantilskim otocima, a Nizozemska na Arubi i Curaçaou. Obalne i otočne države imaju također baze, kao Havana (Kuba), Veracruz llave i Tampico — Meksiko, Cartagena (Kolumbija), Puerto Cabello i Maracaibo (Venezuela), Port-au-Prince — Haiti, Puerto Castilla — Honduras.